# Čepić
 Čepić  (olaszul:  Ceppich) falu Horvátországban, Isztria megyében. Közigazgatásilag Oprtaljhoz tartozik.

## Fekvése
Az Isztria középnyugati részén, Pazintól 23 km-re északnyugatra, községközpontjától 4 km-re északra, a szlovén határ mellett fekszik.

## Története
A mai Havas Boldogasszony templom mellett a 13. században bencés kolostor állt, mely később a pálosoké lett. Maradványai még 1849-ben is látszottak. Templomát latin betűs felirata szerint a pólai Mátyás és a laibachi Péter mesterek építették 1492-ben. A falunak 1857-ben 201, 1910-ben 245 lakosa volt. Az első világháború után a rapallói szerződés értelmében Isztria az Olasz Királysághoz került. 1943-ban az olasz kapitulációt követően német megszállás alá került, mely 1945-ig tartott. A második világháború után Jugoszlávia része lett. A település Jugoszlávia felbomlása után 1991-ben a független Horvátország része, majd 1993-ban Oprtalj község része lett. 2011-ben a falunak 59 lakosa volt. Lakói főként mezőgazdasággal és állattartással foglalkoznak. A faluban jó állapotban fennmaradtak a falusi népi építészet kőből épített házai.

## Nevezetességei
- A falun kívül álló Havas Boldogasszony tiszteletére szentelt temploma[2] 1492-ben épült késő gótikus stílusban. Háromhajós épület sokszög záródású szentéllyel. A hajókat oszlopsor választja el egymástól. A főhajó közepén a Boldogasszony szobra áll. A templomban 1588-ból származó glagolita betűs monogram és felirat látható. Harangtornya 15 méter magas.
- A Szentháromság tiszteletére szentelt temetőkápolnája a 17. században épült egy korábbi templom helyén.

## Lakosság
| Lakosság változása | Lakosság változása | Lakosság változása | Lakosság változása | Lakosság változása | Lakosság változása | Lakosság változása | Lakosság változása | Lakosság változása | Lakosság változása | Lakosság változása | Lakosság változása | Lakosság változása | Lakosság változása | Lakosság változása | Lakosság változása |
| ------------------ | ------------------ | ------------------ | ------------------ | ------------------ | ------------------ | ------------------ | ------------------ | ------------------ | ------------------ | ------------------ | ------------------ | ------------------ | ------------------ | ------------------ | ------------------ |
| 1857               | 1869               | 1880               | 1890               | 1900               | 1910               | 1921               | 1931               | 1948               | 1953               | 1961               | 1971               | 1981               | 1991               | 2001               | 2011               |
| 201                | 213                | 190                | 233                | 234                | 245                | 246                | 250                | 241                | 217                | 172                | 117                | 98                 | 77                 | 60                 | 59                 |